# George Wyner
George Wyner est un acteur américain, né le 20 octobre 1945 à Washington, dans le district de Columbia (États-Unis).

## Filmographie
- 1972 : Lady Sings the Blues : Emcee
- 1973 : Le Privé (The Long Goodbye) : Cop at Beach
- 1973 : Columbo : Subconscient (Double Exposure) : Film Editor
- 1974 : La Loi (The Law) (TV) : Deputy D.A. Piper
- 1974 : The Missiles of October (TV) : Civillian Aide
- 1975 : The Nurse Killer (TV) : Ben
- 1975 : Smile de Michael Ritchie : Man at Party
- 1976 : Les Chiens fous (Dogs) : Michael Fitzgerald
- 1976 : Les Hommes du président (All the President's Men) : Attorney #2
- 1976 : La Chouette Équipe (The Bad News Bears) : White Sox Manager
- 1976 : Delvecchio (série télévisée) : Assistant District Attorney Dorfman
- 1976 : Once an Eagle (feuilleton TV) : Dr McCabe
- 1977 : Tail Gunner Joe (Tail Gunner Joe) (TV) : Roy Cohn
- 1977 : Lucan (TV) : Rantzen
- 1977 : The Trial of Lee Harvey Oswald (en) (TV) : Ed Blandings
- 1978 : The Bad News Bears Go to Japan : The Network Director
- 1978 : The Islander (TV) : Simms
- 1978 : Kaz (série télévisée) : D.A. Frank Revko (1978-1979)
- 1979 : Most Deadly Passage (TV) : Doctor
- 1979 : Big Shamus, Little Shamus (série télévisée) : George Korman
- 1980 : Les Retrouvailles (Reunion) (TV) : John Wiepert
- 1981 : C'est ma vie, après tout ! (Whose Life Is It Anyway?) : Dr Jacobs
- 1981 : L'Homme à l'orchidée (Nero Wolfe) (série télévisée) : Saul Panzer (1981)
- 1982 : Matt Houston (série télévisée) : Murray Chase
- 1982 : Drop-Out Father (TV) : Dr Irving Lefkowitz
- 1982 : Où est passée mon idole ? (My Favorite Year) : Myron Fein
- 1983 : At Ease (en) (série télévisée) : Cpl. Wessel
- 1983 : To Be or Not to Be : Ratkowski
- 1985 : Messages de l'Au-delà (Deadly Messages) (TV)
- 1985 : A Death in California (TV) : Joe Haley
- 1985 : Fletch aux trousses (Fletch) de Michael Ritchie : Marvin Gillet
- 1986 : Femme de choc (Wildcats) : Principal Walker
- 1986 : The Richest Cat in the World (TV) : Victor Rigsby
- 1986 : The Leftovers (TV) : Mr. Gladstone
- 1987 : La Folle Histoire de l'espace (Spaceballs) : Colonel Sandurz
- 1987 : She's the Sheriff (série télévisée) : Dep. Max Rubin
- 1989 : Autant en emporte Fletch ! (Fletch lives) : Marvin Gillet
- 1989 : Une chance pour tous (Listen to Me) de Douglas Day Stewart : Dean Schwimmer
- 1991 : Man of the People (série télévisée) : Art Lurie
- 1991 : La Prise de Beverly Hills (The Taking of Beverly Hills) : The Mayor of Beverly Hills
- 1992 : For Richer, for Poorer (en) (TV) : Harry
- 1993 : Good Advice (série télévisée) : Artie Cohen (1993-1994)
- 1994 : Texan (TV) : Banker
- 1997 : L'Associé du diable (The Devil's Advocate) : Meisel
- 1997 : The Postman : Benning Mayor
- 1999 : The Rockford Files: If It Bleeds... It Leads (TV) : Gillespie
- 2001 : Almost a Woman (TV) : Dr Fishbeck
- 2001 : American Pie 2 de James B. Rogers : Camp Director
- 2001 : Sex Academy (Not Another Teen Movie) : Mr. Cornish
- 2002 : The Mesmerist : Dr Hoffler
- 2002 : Gilda Radner: It's Always Something (TV) : Herman Radner
- 2002 : Do It for Uncle Manny : Uncle Manny
- 2003 : Nip/Tuck (TV) : Dr Baylick
- 2003 : Mon oncle Charlie (TV - épisode 10, saison 1 : Joyeux Thanksgiving) : Sheldon, père de Judith
- 2004 : Desperate Housewives (TV) : Dr Roshton (2 épisodes)
- 2005 : Domino One : Lake (Iodom Rep #1)
- 2009 : A Serious Man
- 2009 : Mentalist (TV - épisode 2, saison 2 : The Scarlet Letter ) : Docteur Steiner
- 2010 : Mentalist (TV - épisode 15, saison 2 : Red Herring ) : Docteur Steiner
- 2011 : Mentalist (TV - épisode 18, saison 3 : The Red Mile ) : Docteur Steiner
- 2013 : La Fiancée des neiges (Snow Bride) (TV) : Lou
- 2018 : New Amsterdam saison 1 épisode 8